# 奇跡體驗!難以置信
《奇跡體驗!難以置信》（日语：／ kiseki taiken! anbiribabo- */?），是富士電視網在1997年10月25日開播的紀錄片綜藝節目，從2023年10月18日起，於每週三20:00－21:00播出。
通稱『難以置信』（アンビリバボー）、『難以』（アンビリ）。